# 리밍셴 (1973년)
리밍셴(중국어 정체자: 李明賢, 병음: Lî Míngxián, 1973년 9월 30일 ~ )은 중화민국의 정치인이다. 2018년 타이베이시 제2선거구의 시의원으로 당선된다.

## 학력
- 중국 문화 대학 저널리즘 학사
- 국립 대만 사범대학 그래픽커뮤니케이션학 현직 석사
- 국립 대만 대학 정치학연구소 현직 석사

## 같이 보기
- 중국국민당